# Teorema del límite central

Convergencia hacia la distribución normal de una suma de variables aleatorias independientes distribuidas binomialmente.

El teorema central del límite o teorema del límite central indica que, en condiciones muy generales, si {\displaystyle S_{n}} es la suma de {\displaystyle n} variables aleatorias independientes, con media y varianza finitas, entonces la función de distribución de {\displaystyle S_{n}} «se aproxima bien» a una distribución normal (también llamada distribución gaussiana, curva de Gauss o campana de Gauss). Así pues, el teorema asegura que esto ocurre cuando la suma de estas variables aleatorias e independientes es lo suficientemente grande.
El nombre viene de un documento científico escrito por George Pólya en 1920, titulado Über den zentralen Grenzwertsatz der Wahrscheinlichkeitsrechnung und das Momentenproblem [Sobre el «teorema del límite» (Grenzwertsatz) central del cálculo probabilístico y el problema de los momentos], por lo que la denominación más fiel a la original
sería teorema central del límite.
Este teorema ha sufrido muchos cambios durante el desarrollo formal de la teoría de la probabilidad. Las versiones anteriores del teorema se remontan a 1811, pero en su forma general moderna, este resultado fundamental en la teoría de la probabilidad se enunció con precisión en una fecha tan tardía como 1920, sirviendo así de puente entre la teoría de la probabilidad clásica y la moderna.
Si {\textstyle X_{1},X_{2},\dots ,X_{n},\dots } son muestras aleatorias extraídas de una población con media global {\textstyle \mu } y varianza finita. {\textstyle \sigma ^{2}}, y si {\textstyle {\bar {X}}_{n}} es la media muestral de las primeras {\textstyle n} muestras, entonces la forma límite de la distribución, {\textstyle Z=\lim _{n\to \infty }{\left({\frac {{\bar {X}}_{n}-\mu }{\sigma _{\bar {X}}}}\right)}}, con {\displaystyle \sigma _{\bar {X}}=\sigma /{\sqrt {n}}}, es una distribución normal estándar.
Por ejemplo, supongamos que se obtiene una muestra que contiene muchas observaciones, cada observación se genera aleatoriamente de forma que no depende de los valores de las demás observaciones, y que se calcula la media aritmética de los valores observados. Si este procedimiento se realiza muchas veces, el teorema del límite central dice que la distribución de probabilidad de la media se aproximará mucho a una distribución normal. 
El teorema del límite central tiene diversas variantes. En su forma común, las variables aleatorias deben ser  independientes e idénticamente distribuidas (i.i.d.). En sus variantes, la convergencia de la media a la distribución normal también se produce para distribuciones no idénticas o para observaciones no independientes, si cumplen ciertas condiciones.
La versión más antigua de este teorema, según la cual la distribución normal puede utilizarse como aproximación a la distribución binomial, es el teorema de De Moivre-Laplace.

## Introducción
Sabemos que si {\displaystyle X} es una variable aleatoria tal que {\displaystyle X\sim N(\mu ,\sigma ^{2})} entonces su función de densidad está dada por
{\displaystyle f(x)={\frac {1}{\sqrt {2\pi \sigma ^{2}}}}e^{\frac {-(x-\mu )^{2}}{2\sigma ^{2}}}}
para {\displaystyle x\in \mathbb {R} } donde {\displaystyle \mu } denota la media y {\displaystyle \sigma ^{2}} la varianza de la variable aleatoria {\displaystyle X}. En particular cuando {\displaystyle \mu =0} y {\displaystyle \sigma ^{2}=1} obtenemos 
{\displaystyle f(x)={\frac {1}{\sqrt {2\pi }}}e^{\frac {-x^{2}}{2}}}
es decir, la distribución normal estándar, denotada por {\displaystyle X\sim N(0,1)}.
Se define la variable aleatoria {\displaystyle S_{n}} como la suma de {\displaystyle n} variables aleatorias independientes e idénticamente distribuidas, cada una de ellas con una media {\displaystyle \mu } y varianza {\displaystyle \sigma ^{2}<\infty }, es decir
{\displaystyle S_{n}:=X_{1}+\cdots +X_{n}=\sum \limits _{i=1}^{n}X_{i}}
donde {\displaystyle \operatorname {E} [X_{i}]=\mu } y {\displaystyle \operatorname {Var} [X_{i}]=\sigma ^{2}}. Con lo anterior, la media de {\displaystyle S_{n}} es {\displaystyle n\mu } y la varianza es {\displaystyle n\sigma ^{2}} pues son variables aleatorias independientes. Con tal de hacer más fácil la comprensión del teorema y su posterior uso, se hace una estandarización de {\displaystyle S_{n}} como
{\displaystyle Z_{n}:={\frac {S_{n}-n\mu }{\sigma {\sqrt {n}}}}={\frac {\sum _{i=1}^{n}X_{i}-n\mu }{\sigma {\sqrt {n}}}}}
para que la media de la nueva variable sea igual a {\displaystyle 0} y la desviación estándar sea igual a {\displaystyle 1}. Así, la variable {\displaystyle Z_{n}} convergerán en distribución a la distribución normal estándar {\displaystyle N(0,1)} cuando {\displaystyle n} tienda a infinito. Como consecuencia, si {\displaystyle \Phi (z)} es la función de distribución de {\displaystyle N(0,1)} para cada número real {\displaystyle z} entonces
{\displaystyle \lim _{n\to \infty }\operatorname {P} \left(Z_{n}\leq z\right)=\Phi (z)=\int _{-\infty }^{z}{\frac {1}{\sqrt {2\pi }}}e^{-{\frac {x^{2}}{2}}}dx}
donde {\displaystyle \operatorname {P} } indica probabilidad y {\displaystyle \lim } se refiere a límite matemático.

## Secuencias independientes

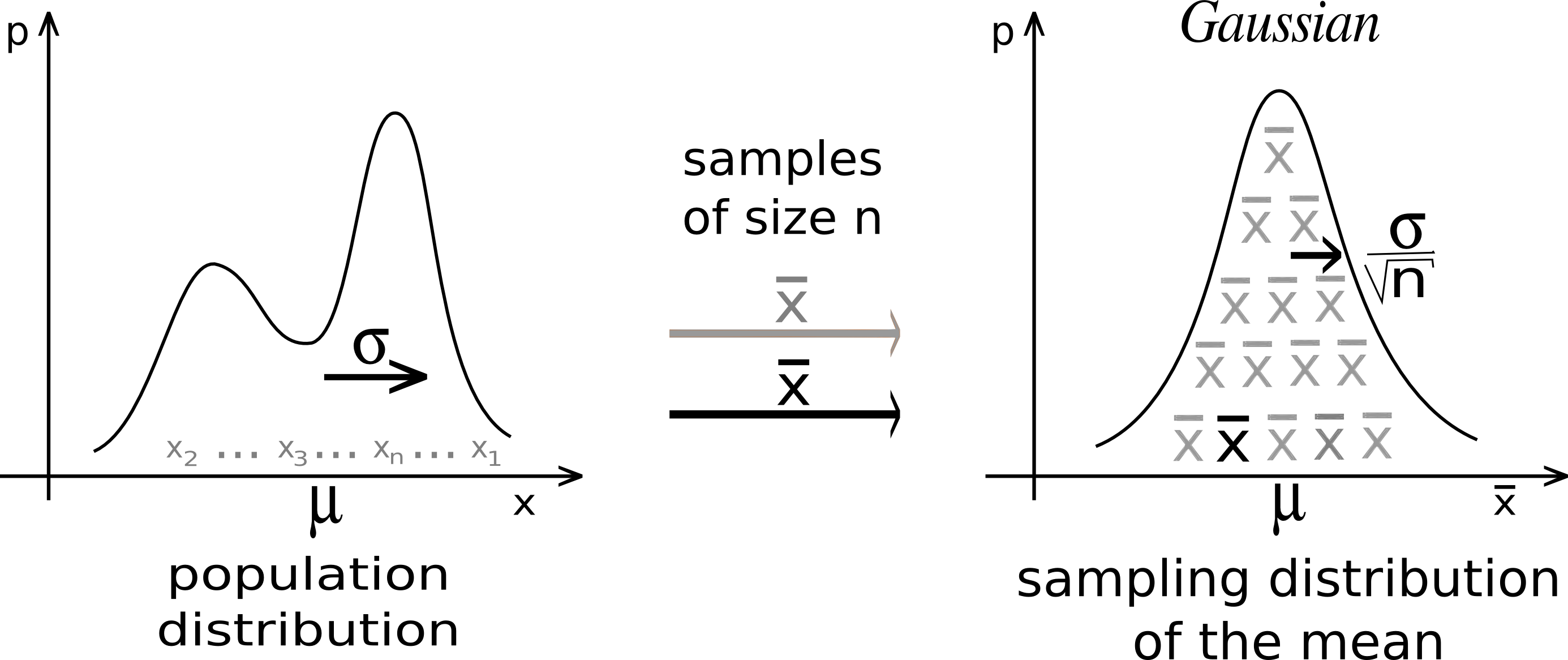
Cualquiera que sea la forma de la distribución de la población, la distribución muestral tiende a una gaussiana, y su dispersión viene dada por el teorema del límite central.

### Clásico CLT
Sea {\textstyle \{X_{1},\ldots ,X_{n}}\} una secuencia de muestras aleatorias - es decir, una secuencia de variables aleatorias i.i.d. extraídas de una población con distribución de valor esperado {\textstyle \mu } y varianza finita {\textstyle \sigma ^{2}}. Supongamos que estamos interesados en la media muestral
{\displaystyle {\bar {X}}_{n}\equiv {\frac {X_{1}+\cdots +X_{n}}{n}}}
de las primeras {\textstyle n} muestras.
Por la ley de los grandes números, los promedios muestrales convergen casi seguro (y por tanto también convergen en probabilidad) al valor esperado {\textstyle \mu } como {\textstyle n\to \infty }.. 
El teorema clásico del límite central describe el tamaño y la forma de distribución de las fluctuaciones estocásticas alrededor del número determinista {\textstyle \mu } durante esta convergencia. Más concretamente, afirma que a medida que {\textstyle n} se hace mayor, la distribución de la diferencia entre la media muestral {\textstyle {\bar {X}}_{n}} y su límite {\textstyle \mu }, cuando se multiplica por el factor {\textstyle {\sqrt {n}}} ( es decir {\textstyle {\sqrt {n}}({\bar {X}}_{n}-\mu )}) se aproxima a la distribución normal con media 0 y varianza {\textstyle \sigma ^{2}}.  Para n suficientemente grande, la distribución de {\textstyle {\bar {X}}_{n}} se aproxima arbitrariamente a la distribución normal con media {\textstyle \mu } y varianza {\textstyle \sigma ^{2}/n}.
La utilidad del teorema es que la distribución de {\textstyle {\sqrt {n}}({\bar {X}}_{n}-\mu )} se aproxima a la normalidad independientemente de la forma de la distribución de cada {\textstyle X_{i}}. Formalmente, el teorema puede enunciarse de la siguiente manera:
Teorema de Lindeberg–Lévy CLT:
Supongamos que {\textstyle \{X_{1},\ldots ,X_{n},\ldots \}} es una secuencia de variables aleatorias i.i.d. con {\textstyle \mathbb {E} [X_{i}]=\mu } and {\textstyle \operatorname {Var} [X_{i}]=\sigma ^{2}<\infty }. Entonces se tiene {\textstyle n} se aproxima a infinito, las variables aleatorias {\textstyle {\sqrt {n}}({\bar {X}}_{n}-\mu )} convergen en la distribución a una normal {\textstyle {\mathcal {N}}(0,\sigma ^{2})}:
{\displaystyle {\sqrt {n}}\left({\bar {X}}_{n}-\mu \right)\ \xrightarrow {d} \ {\mathcal {N}}\left(0,\sigma ^{2}\right).}
En el caso {\textstyle \sigma >0}, converger en la distribución significa que la función de distribución acumulativa de {\textstyle {\sqrt {n}}({\bar {X}}_{n}-\mu )} convergen puntualmente a la cdf de la {\textstyle {\mathcal {N}}(0,\sigma ^{2})} distribución: para cada real number {\textstyle z},
{\displaystyle \lim _{n\to \infty }\mathbb {P} \left[{\sqrt {n}}({\bar {X}}_{n}-\mu )\leq z\right]=\lim _{n\to \infty }\mathbb {P} \left[{\frac {{\sqrt {n}}({\bar {X}}_{n}-\mu )}{\sigma }}\leq {\frac {z}{\sigma }}\right]=\Phi \left({\frac {z}{\sigma }}\right),}
donde {\textstyle \Phi (z)} es la fdc normal estándar evaluada at {\textstyle z}. La convergencia es uniforme en {\textstyle z} en el sentido de que
{\displaystyle \lim _{n\to \infty }\;\sup _{z\in \mathbb {R} }\;\left|\mathbb {P} \left[{\sqrt {n}}({\bar {X}}_{n}-\mu )\leq z\right]-\Phi \left({\frac {z}{\sigma }}\right)\right|=0~,}
donde {\textstyle \sup } denota el límite superior mínimo (o  supremum) del conjunto.

## Teorema
De manera formal y compacta el teorema enuncia
Sean {\displaystyle X_{1},X_{2},\dots ,X_{n}} variables aleatorias independientes e idénticamente distribuidas con {\displaystyle \operatorname {E} [X_{i}]=\mu } y {\displaystyle \operatorname {Var} (X_{i})=\sigma ^{2}<\infty }, se define
{\displaystyle Z_{n}:={\frac {\sum _{i=1}^{n}X_{i}-n\mu }{\sigma {\sqrt {n}}}}}
Entonces la función de distribución de {\displaystyle Z_{n}} converge hacia la función de distribución normal estándar cuando {\displaystyle n\to \infty }, es decir,
{\displaystyle \lim _{n\to \infty }\operatorname {P} \left(Z_{n}\leq z\right)=\Phi (z)=\int _{-\infty }^{z}{\frac {1}{\sqrt {2\pi }}}e^{-{\frac {x^{2}}{2}}}dx}
Es muy común encontrarlo con la variable estandarizada {\displaystyle Z_{n}} en función de la media muestral {\displaystyle {\overline {X}}}, es decir 
{\displaystyle Z_{n}={\frac {{\overline {X}}-\mu }{\sigma /{\sqrt {n}}}}}
puesto que son equivalentes (sólo se divide tanto numerador como denominador entre {\displaystyle n}).
Es importante remarcar que este teorema no dice nada acerca de la distribución de la variable aleatoria {\displaystyle {X_{i}}}, excepto la existencia de media y varianza.

## Propiedades
- El teorema del límite central garantiza una distribución aproximadamente normal cuando {\displaystyle n} es suficientemente grande.

- Existen diferentes versiones del teorema, en función de las condiciones utilizadas para asegurar la convergencia. Una de las más simples establece que es suficiente que las variables que se suman sean independientes, idénticamente distribuidas, con valor esperado y varianza finitas.

- La aproximación entre las dos distribuciones es, en general, mayor en el centro de las mismas que en sus extremos o colas, motivo por el cual se prefiere el nombre "teorema del límite central" ("central" califica al límite, más que al teorema).

- Este teorema, perteneciente a la teoría de la probabilidad, encuentra aplicación en muchos campos relacionados, tales como la inferencia estadística o la teoría de renovación.

## Varianza nula o infinita
En el caso de {\displaystyle n} variables aleatorias {\displaystyle X_{i}} independientes e idénticamente distribuidas, cada una de ellas con varianza nula o infinita, la distribución de las variables
{\displaystyle S_{n}={\frac {X_{1}+\cdots +X_{n}}{n}}}
no convergen en distribución hacia una normal. 
A continuación se presentan los dos casos por separado.

### Varianza infinita
Considérese el caso de variables que siguen una distribución de Cauchy:
{\displaystyle F_{X_{i}}(x)={\frac {1}{\pi }}\arctan x}
En este caso puede demostrarse que la distribución asintótica de {\displaystyle S_{n}} viene dada por otra distribución de Cauchy:
{\displaystyle F_{S_{n}}(x)={\frac {1}{\pi }}\arctan {\frac {x}{n}}}
Para otras distribuciones de varianza infinita no es fácil dar una expresión cerrada para su distribución de probabilidad aunque su función característica sí tiene una forma sencilla, dada por el teorema de Lévy-Khintchine:
{\displaystyle \varphi _{S_{n}}(t)=\exp \left[ist-c|t|^{\alpha }\left(1+i\gamma \ {\frac {t}{|t|}}u(t,\alpha )\right)\right]}
donde {\displaystyle c\geq 0,-1\geq \gamma \geq 1,0<\alpha \geq 2} y:
{\displaystyle u(t,\alpha )={\begin{cases}\tan {\cfrac {\pi \alpha }{2}}&\alpha \neq 1\\{\cfrac {2}{\pi }}\ln |t|&\alpha =1\end{cases}}}
Las condiciones anteriores equivalen a que una distribución de probabilidad sea una distribución estable.

### Varianza nula
Este caso corresponde trivialmente a una función degenerada tipo delta de Dirac cuya función de distribución viene dada por:
{\displaystyle F_{X_{i}}(x)=\int _{-\infty }^{x}\delta (s-x_{0})\ ds={\begin{cases}0&x<x_{0}\\1&x\geq x_{0}\end{cases}}}
En este caso resulta que la variable {\displaystyle S_{n}} trivialmente tiene la misma distribución que cada una de las variables independientes.